# Lenexa
Lenexa ist eine Stadt im US-Bundesstaat Kansas im Johnson County. Das U.S. Census Bureau hat bei der Volkszählung 2020 eine Einwohnerzahl von 57.434 ermittelt. Lenexa befindet sich in direkter Nachbarschaft zu Overland Park, der zweitgrößten Stadt des Bundesstaates und zu Kansas City, der drittgrößten Stadt.
Lenexa ist Bestandteil der Metropolregion Kansas City.

## Geschichte
Lenexa wurde 1869 gegründet. 12 Jahre vorher hat James Butler Hickok als erster weißer Amerikaner Land im Gebiet dieser Gemeinde erworben. In diesem Gebiet lebte ein Indianerstamm. Die Witwe des Häuptlings namens „Na-Nex-Se Blackhoof“ verkaufte 1854 in einem Vertrag 6,500 km² des Kansas Shawnee Indianergebietes an die US-Regierung. Etwas weiter westlich begann der alte Santa Fe Trail, welcher auch den südöstlichen Teil Lenexas in Richtung Santa Fe (New Mexico) berührte. 
1865 kaufte die „Kansas and Neosho Valley“-Eisenbahngesellschaft Land, auf dem sie eine Eisenbahnstrecke erbaute. 1869 wurde die Verbindung mit einem Bahnhof im Bereich der heutigen Stadt fertiggestellt, was auch als Gründungsdatum für die Stadt gilt. Der Name „Lenexa“ entlehnt sich von „Na-Nex-Se“. Im weiteren Verlauf entwickelte sich Lenexa zu einer Wohnstadt im Ballungsraum Kansas City/Overland Park.

## Geografie
Lenexa liegt bei 38°57′53″ nördlicher Breite und 94°45′34″ westlicher Länge.
Die Fläche beträgt 89,2 km²; 88,8 km² davon sind Landfläche, 0,4 km² sind Wasserfläche.

## Bevölkerung
Die Ergebnisse des United States Census 2000 haben gezeigt, dass in Lenexa 40.238 Menschen in 15.574 Haushalten leben.
89,5 % der Einwohner sind Weiße, 6,5 % Afroamerikaner, 3,6 % Asiaten, 0,3 % Indianer und 0,1 % Sonstige. Der Großteil der Bevölkerung ist deutscher Herkunft, nämlich 24,8 %.
Die durchschnittliche Familiengröße betrug 3,08 Personen. 3,4 % der Einwohner lebten im Jahr 2000 unterhalb der Armutsgrenze.

## Religionen
In Lenexa existieren derzeit sieben Kirchengemeinden, dazu gehören:
- 2 evangelisch-methodistische Kirchengemeinden (Lenexa United Methodist Church und St Pauls United Methodist Church)
- 2 baptistische Kirchengemeinden (Emmanuel Chinese Baptist Church und Lenexa Baptist Church)
- 1 evangelisch-lutherische Kirchengemeinde (Salem Lutheran Church)
- 1 Gemeinde der Church of Christ
- 1 serbisch-orthodoxe Kirchengemeinde

## Persönlichkeiten

### Söhne und Töchter der Stadt
- Baron Corbin (* 1984), Wrestler
- Grace VanderWaal (* 2004), Sängerin und Songschreiberin

### Weitere Persönlichkeiten
- Jason Wiles (* 1970), Schauspieler, Regisseur und Produzent; wuchs in Lenexa auf